# Massimo Martino
Massimo Martino (* 18. September 1990 in Luxemburg) ist ein ehemaliger luxemburgisch-italienischer Fußballspieler und heutiger Trainer.

## Als Spieler

### Verein
Der Abwehrspieler spielte von 2007 bis 2009 beim Erstligisten RFC Union Luxemburg in der Nationaldivision, deren Jugend er auch entstammt. Zur Saison 2009/10 wechselte der Nationalspieler zum Ligakonkurrenten Jeunesse Esch, bei dem er allerdings nicht lange blieb, da er nach einem Probetraining beim Wuppertaler SV in deren Trainingslager in Bitburg einen Vertrag unterschrieb. Am letzten Spieltag kam er gegen Dynamo Dresden zu seinem einzigen Einsatz in der 3. Liga. Zuvor spielte er 17-mal für die zweite Mannschaft in der Niederrheinliga. 2010 kehrte er nach Luxemburg zurück in die Nationaldivision zum FC RM Hamm Benfica, für den er bis 2012 spielte. Zur Saison 2012/13 wechselte er zu F91 Düdelingen. Zur Saison 2014/15 wurde er an den CS Grevenmacher verliehen. Seit der Saison 2015/2016 spielte er bei CS Fola Esch. Nachdem er die komplette Spielzeit 2016/17 wegen einer Verletzung verpasst hatte, wechselte er im Sommer 2017 zum BGL-Ligue-Absteiger UN Käerjéng 97 in die Ehrenpromotion. Dort beendete er zuerst im Sommer 2020 mit nur 29 Jahren seine aktive Karriere, um dann sechs Monate später wieder seine Rückkehr nach Käerjeng zu verkünden. Doch seit dem 1. Juli 2021 ist er nun endgültig im Ruhestand.

### Nationalmannschaft
Martino bestritt 17 Länderspiele für die luxemburgische A-Nationalmannschaft. Sein Debüt gab er am 27. Mai 2008 im Freundschaftsspiel gegen die Kap Verden. Sein Pflichtspieldebüt bestritt er am 14. Oktober 2009 im WM-Qualifikationsspiel gegen Griechenland, als er in der 80. Minute für Kim Kintziger eingewechselt wurde. Zuvor war Martino Teil der U-21-Mannschaft, sowie der U-17- und U-19-Junioren Luxemburgs. 2006 nahm er mit Luxemburg an der U-17-Europameisterschaft im eigenen Land teil und kam in allen drei Vorrundenspielen zum Einsatz.

### Erfolge
- Luxemburgischer Meister: 2014

## Als Trainer
Zur Saison 2023/24 arbeitete er unter seinem Cousin Marco Martino (* 1994) als Co-Trainer des luxemburgischen Erstligisten RFC Union Luxemburg. Nachdem beide am 29. April 2024 von ihrem Posten zurücktraten, verkündete der Ligarivale F91 Düdelingen die Verpflichtung des Duos ab der kommenden Spielzeit. Doch schon im Oktober 2024 trat Massimo Martino von seinem Posten als Co-Trainer wieder zurück.